# Millennium (journal)
Pour les articles homonymes, voir Millennium.
Millennium: Journal of International Studies est une revue scientifique académique évaluée par les pairs spécialisée dans les relations internationales. 
Elle est basée à la London School of Economics (LSE) et est actuellement publiée par SAGE Publications trois fois par an, en janvier, juin et septembre. 

## Histoire
Millennium a été fondée en 1971 par F. S. Northedge et un groupe d’étudiants du Grimshaw Club. Le siège est établi au département des relations internationales de la LSE. 